# 뷸러 본디

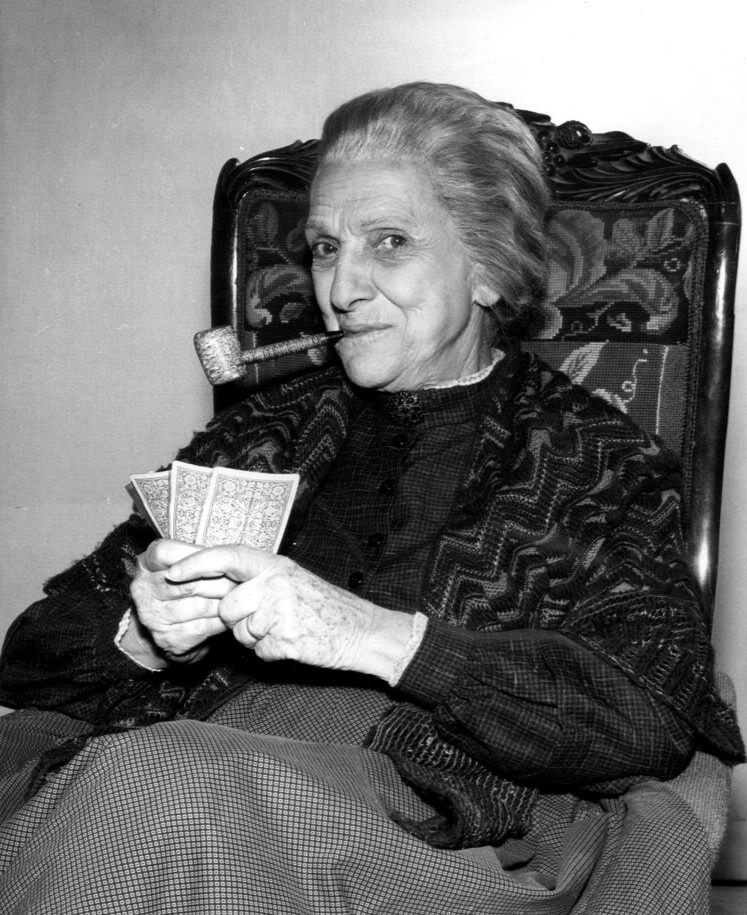

뷸러 본디(Beulah Bondi, 1888년 5월 3일 ~ 1981년 1월 11일)는 미국의 연극 배우, 영화배우, 텔레비전 배우이다.
시카고에서 태어났으며 할리우드에서 사망하였다.

## 영화
- 월튼네 사람들 (1972년)
- 태미 앤 더 닥터 (1963년)
- 태미 텔 미 트루 (1961년)
- 피서지에서 생긴 일 (1959년)
- 클라이막스! (1954년)
- 라틴 러버스 (1953년)
- 더 바론 오브 아리조나 (1950년)
- 격노 (1950년)
- 스네이크 핏 (1948년)
- 내 마음 가까이 (1948년)
- 멋진 인생 (1946년) - 마 베일리 역
- 세계의 어머니 (1946년)
- 백 투 바탄 (1945년)
- 남쪽 사람 (1945년)
- 사랑의 서광 (1944년)
- 라인의 감시 (1943년)
- 페니 세러네이드 (1941년) - 미스 올리버 역
- 셰퍼드 오브 더 힐 (1941년)
- 한 발은 천국에 (1941년)
- 그 밤을 기억하라 (1940년)
- 우리 읍네 (1940년)
- 스미스씨 워싱톤 가다 (1939년) - 마 스미스 역
- 오브 휴먼 하츠 (1938년)
- 내일을 위한 길 (1937년)
- 트레일 오브 더 론섬 파인 (1936년)
- 화려한 말괄량이 (1936년)
- 착한 요정 (1935년)
- 레인 (1932년)
- 스트리트 신 (1931년)